# Potro (instrumento de tortura)

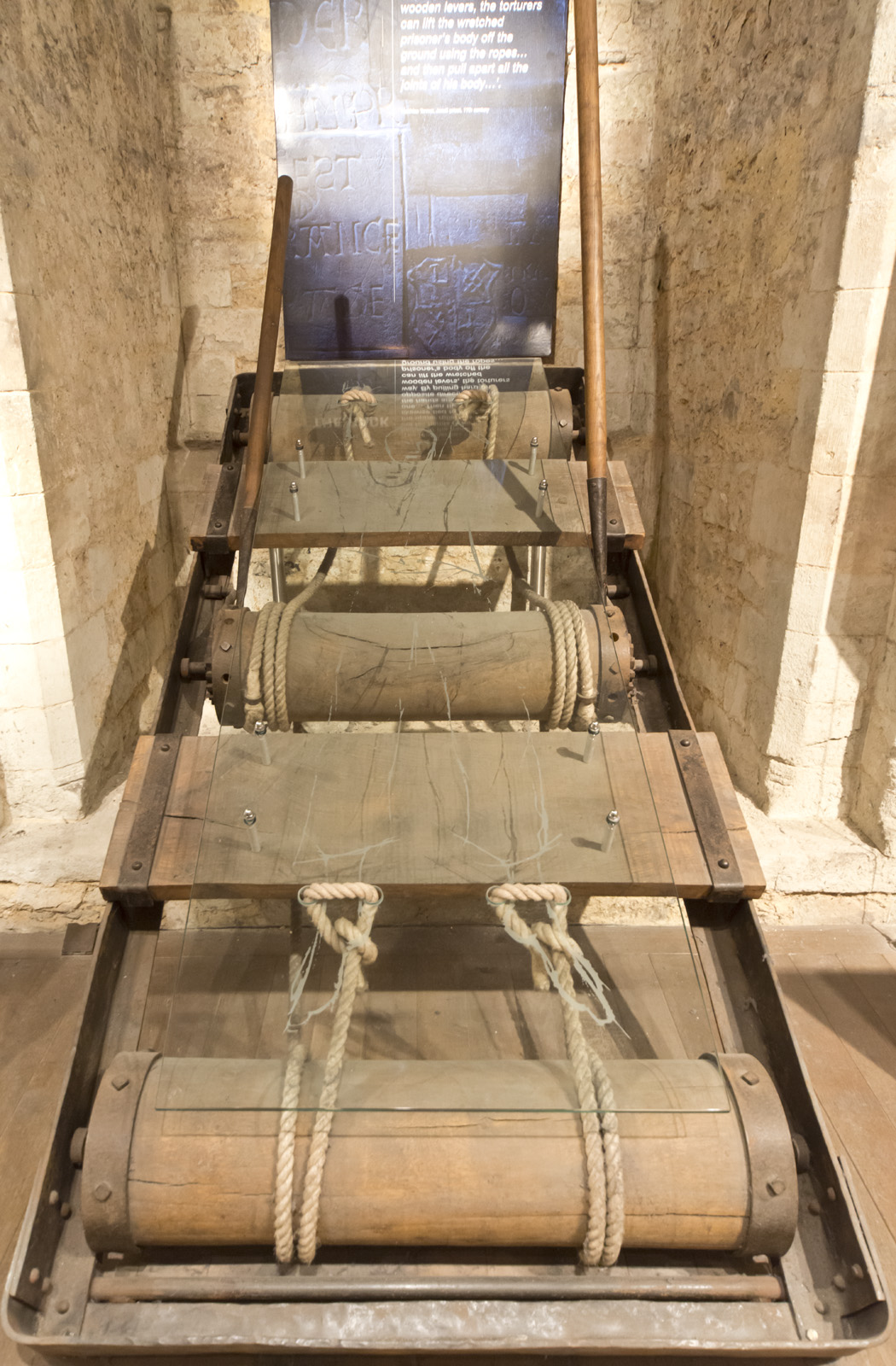
Un potro de tortura en la Torre de Londres.

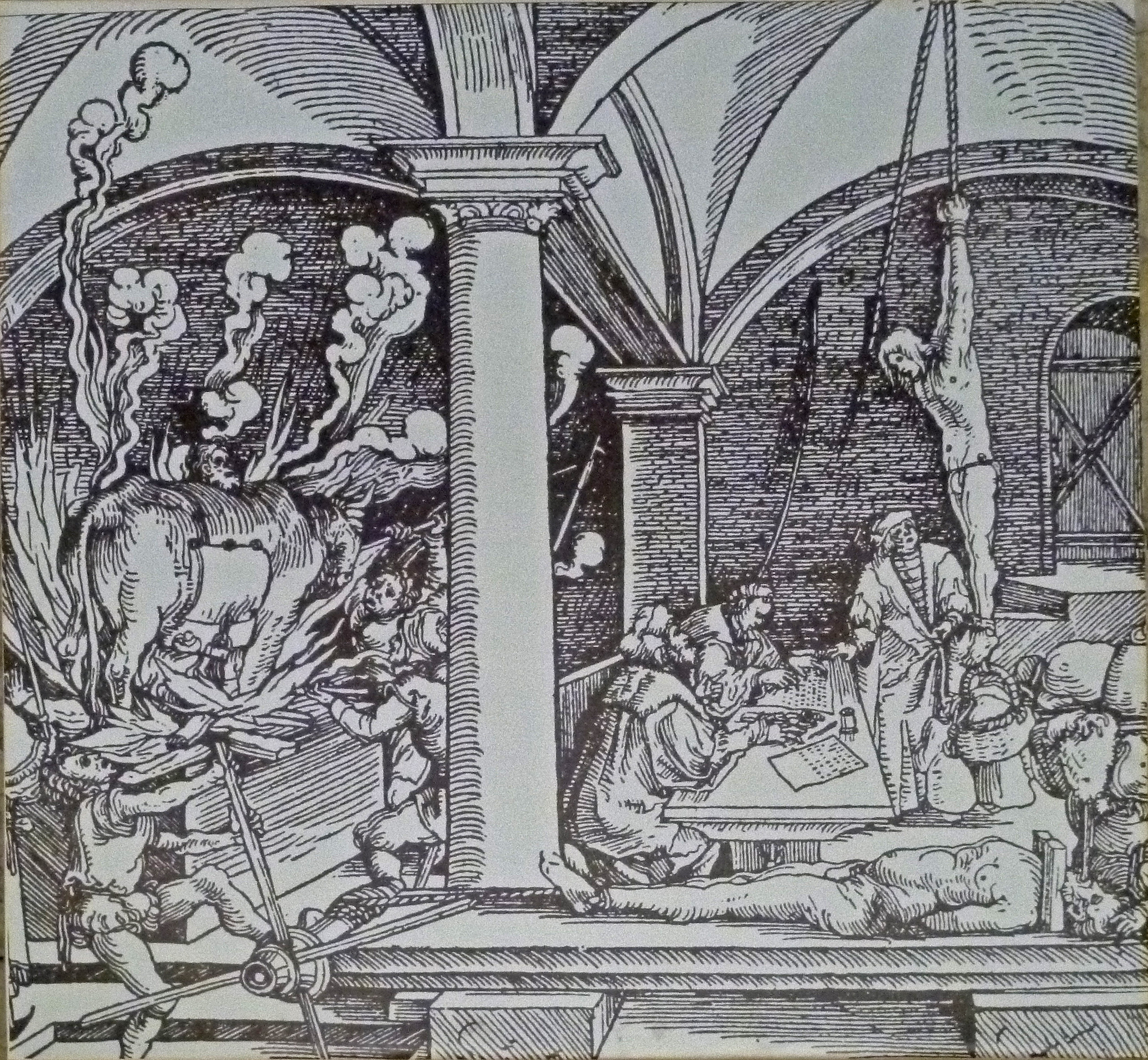
Grabado probablemente del siglo XVI que muestra diversos procedimientos de tortura en un castillo de la actual Eslovaquia. A la izquierda, el toro de Falaris; al fondo la garrucha (junto al torturado el tribunal y el escribano que anotan todo lo que dice); y en primer plano el potro, cuyo torno está siendo accionado por el verdugo (el hombre tumbado en el potro está siendo torturado también mediante el tormento del agua).

El potro o ecúleo era un instrumento y un método de tortura en el que el acusado era atado de pies y manos a una superficie conectada a un torno (el potro). Al girar, el torno tiraba de las extremidades en sentidos diferentes, usualmente dislocándolas pero también pudiendo llegar a desmembrar. 
Sin embargo, el método de tortura del potro usado por la Inquisición Española fue diferente, ya que consistía, según Henry Kamen, en atar al prisionero "fuertemente a un bastidor o banqueta con cuerdas pasadas en torno al cuerpo y las extremidades, que eran controladas por el verdugo, que las iba apretando mediante vueltas dadas a sus extremos. Con cada vuelta las cuerdas mordían la carne atravesándola".
Actualmente también se da esta denominación a un mueble usado por la subcultura BDSM en sus juegos de rol dominante-sumisa/o.

## Inquisición española
El potro fue uno de los tres métodos de tortura más empleados por la Inquisición española junto con la «garrucha» y el «tormento del agua». Según Henry Kamen "fue el procedimiento más corriente a partir del siglo XVI". Lo mismo afirma Francisco Tomás y Valiente, que dice que siguió usándose hasta el siglo XVIII, aunque este historiador del derecho no llama a este procedimiento de tortura potro, sino "de cordeles o garrotes": "se ponían en los brazos y muslos del reo, y se iba dando vueltas a las cuerdas a medida que el juez preguntaba y el reo callaba; a veces, para agravar el dolor, se rociaban de agua las cuerdas durante el suplicio, y como eran de esparto se encogían y hacían más profundas las heridas".
El escribano que estaba presente en la sesión de tortura recogía todos los detalles y "anotaba cada palabra y cada gesto, dándonos con ello una impresionante y macabra prueba de los sufrimientos de las víctimas de la Inquisición". El siguiente es un ejemplo de estos documentos. Se trata de una mujer judeoconversa acusada de seguir practicando su antigua religión por no comer carne de cerdo ni cambiarse de ropa los sábados (aunque ella, cuando es puesta en el potro, desconoce completamente la acusación y lo que han afirmado los testigos de cargo, pues esta era la forma de actuar de la Inquisición: que el reo confesara sin que se le dijera qué supuesto delito había cometido):

Se ordenó que fuera puesta en el potro, y ella preguntó: "Señores, ¿por qué no me dicen lo que tengo que decir? Señor, pónganme en el suelo, ¿no he dicho ya que hice todo eso?". Le pidieron [los inquisidores] que lo dijera. Y ella respondió: "No recuerdo, quítenme de aquí. Hice lo que los testigos han dicho". Le pidieron que explicara con detalle qué es lo que habían dicho los testigos. Y ella replicó: "Señor, como ya le he dicho, no lo sé seguro. Ya he dicho que hice todo lo que los testigos dicen. Señores, suéltenme, por favor, porque no lo recuerdo". Le pidieron que lo dijera. Y ella respondió: "Señores, esto no me va a ayudar a decir lo que hice y ya he admitido todo lo que he hecho y que me ha traído a este sufrimiento. Señor, usted sabe la verdad. Señores, por amor de Dios, tengan piedad de mí. ¡Oh, señor! Quite estas cosas de mis brazos, señor, suélteme, me están matando". Fue atada en el potro con las cuerdas, y amonestada a que dijera la verdad, se ordenó que fueran apretados los garrotes. Ella dijo: "Señor, ¿no ve que estas personas me están matando? Lo hice, por amor de Dios, dejen que me vaya".